# Hypselodoris
Hypselodoris (лат.) — род ярко окрашенных брюхоногих моллюсков семейства Chromodorididae из отряда голожаберных (Nudibranchia). Обитают в Индо-Тихоокеанской области.

## Описание
Представители рода Hypselodoris — это ярко окрашенные виды, обитающие на коралловых рифах тропиков Индийского и Тихого океанов и прилегающих регионов с умеренным климатом. Коралловые рифы являются домом для некоторых из самых неожиданных и ярких цветов и узоров в природе. Эти цвета и узоры обеспечивают конспецифическую и межвидовую сигнализацию, камуфляж, крипсис и защиту от хищников. Некоторые из самых поразительных вариаций цвета и рисунка встречаются у Hypselodoris, имеющих яркую и контрастную окраску. Благодаря обилию химических защитных средств, которые могут вырабатываться или приобретаться из рациона, считается, что такая окраска объясняется апосематизмом. Апосематические организмы используют цвет в качестве предупреждения, указывая на химическую или иную защиту вида. Было установлено, что заметность окраски у голожаберных моллюсков положительно коррелирует с токсичностью.

## Распространение
Встречаются в Индо-Тихоокеанской области. Анализ реконструкции предковой территории показал, что предок Hypselodoris, скорее всего, происходил из Coral Triangle (Кораллового треугольника), что привело к событиям расселения на запад (Индийский океан) и восток (западная часть Тихого океана). Анализ выявил многочисленные случаи колонизации Красного моря из Индийского океана и Гавайских островов из западной части Тихого океана. Было отмечено только два случая колонизации в регионы с умеренным климатом. Большинство случаев расселения происходило в более тропических регионах, в основном между Индийским океаном, Коралловым треугольником и западной частью Тихого океана.

## Систематика
Известно около 50 видов. Род был впервые описан в 1855 году и подвергся значительной ревизии и пересмотру в 2018 году. Современное использование таксономического объёма придерживается более ограниченного взгляда на то, какие виды относятся к этому роду, поэтому существует множество переносов видов из рода. Филогения, основанная на молекулярных данных, подтверждает монофилию рода Hypselodoris. Сестринские отношения Hypselodoris с относительно близким родом Thorunna поддерживаются слабо. Внутри Hypselodoris существует ряд видовых групп (клад). Клада, содержащая H. bullockii и шесть других видов, которые являются сестринскими для остальных Hypselodoris. Вторая, большая клада объединяет 11 видов, включая Hypselodoris confetti. Третья большая клада состоит из двухподклад (16 + 11 видов). Ещё одна клада также состоит из двух субгрупп (3+7).

### Классификация
- Hypselodoris alboterminata  Gosliner & Johnson, 1999
- Hypselodoris alburtuqali Gosliner & Johnson, 2018
- Hypselodoris apolegma (Yonow, 2001)
- Hypselodoris babai  Gosliner & Behrens, 2000
- Hypselodoris bennetti (Angas, 1864)
- Hypselodoris bertschi  Gosliner & Johnson, 1999
- Hypselodoris bollandi  Gosliner & Johnson, 1999
- Hypselodoris brycei Gosliner & Johnson, 2018
- Hypselodoris bullockii (Collingwood, 1881)
- Hypselodoris capensis (Barnard, 1927)
- Hypselodoris carnea (Bergh, 1889)
- Hypselodoris cerisae Gosliner & Johnson, 2018
- Hypselodoris confetti Gosliner & Johnson, 2018
- Hypselodoris decorata Risbec, 1928
- Hypselodoris dollfusi  (Pruvot-Fol, 1933)
- Hypselodoris emma  Rudman, 1977
- Hypselodoris festiva A. Adams, 1861
- Hypselodoris flavomarginata Rudman, 1995
- Hypselodoris fucata  Gosliner & Johnson, 1999
- Hypselodoris ghardaqana (Gohar & Aboul-Ela, 1957)
- Hypselodoris godeffroyana (Bergh, 1877)
- Hypselodoris iacula Gosliner & Johnson, 1999
- Hypselodoris iba Gosliner & Johnson, 2018
- Hypselodoris imperialis (Pease, 1860)
- Hypselodoris infucata (Ruppell & Leuckart, 1828)
- Hypselodoris insulana  Gosliner & Johnson, 1999
- Hypselodoris jacksoni  Wilson & Willan, 2007
- Hypselodoris juniperae Gosliner & Johnson, 2018
- Hypselodoris kaname  Baba, 1994
- Hypselodoris kanga  Rudman, 1977
- Hypselodoris katherinae Gosliner & Johnson, 2018
- Hypselodoris krakatoa  Gosliner & Johnson, 1999
- Hypselodoris lacteola  Rudman, 1995
- Hypselodoris lacuna Gosliner & Johnson, 2018
- Hypselodoris maculosa  (Pease, 1871)
- Hypselodoris maridadilus Rudman, 1977
- Hypselodoris maritima  (Baba, 1949)
- Hypselodoris melanesica Gosliner & Johnson, 2018
- Hypselodoris nigrolineata  (Eliot, 1904)
- Hypselodoris nigrostriata (Eliot, 1904)
- Hypselodoris obscura Stimpson, 1855
- Hypselodoris paradisa Gosliner & Johnson, 2018
- Hypselodoris paulinae  Gosliner & Johnson, 1999
- Hypselodoris peasei (Bergh, 1860)
- Hypselodoris perii Gosliner & Johnson, 2018
- Hypselodoris placida  (Baba, 1949)
- Hypselodoris pulchella (Rüppell & Leuckart, 1828)
- Hypselodoris purpureomaculosa Hamatani, 1995
- Hypselodoris regina  Marcus & Marcus, 1970
- Hypselodoris reidi  Gosliner & Johnson, 1999
- Hypselodoris roo Gosliner & Johnson, 2018
- Hypselodoris rosans (Bergh, 1889)
- Hypselodoris rositoi Gosliner & Johnson, 2018
- Hypselodoris rudmani  Gosliner & Johnson, 1999
- Hypselodoris sagamiensis  (Baba, 1949)
- Hypselodoris saintvincentia Burn, 1962
- Hypselodoris shimodaensis Baba, 1994
- Hypselodoris skyleri Gosliner & Johnson, 2018
- Hypselodoris tryoni (Garrett, 1873)
- Hypselodoris variobranchia Gosliner & Johnson, 2018
- Hypselodoris violabranchia  Gosliner & Johnson, 1999
- Hypselodoris violacea Gosliner & Johnson, 2018
- Hypselodoris whitei (Adams & Reeve, 1850)
- Hypselodoris yarae Gosliner & Johnson, 2018
- Hypselodoris zebrina  (Alder & Hancock, 1864)
- Hypselodoris zephyra Gosliner & Johnson, 1999

### Исключённые виды и синонимы
- Hypselodoris acriba Marcus & Marcus, 1967: синоним вида Felimare acriba (Ev. Marcus & Er. Marcus, 1967)
- Hypselodoris aegialia (Bergh, 1904): синоним вида Felimare agassizii (Bergh, 1894)
- Hypselodoris agassizii  (Bergh, 1894): синоним вида Felimare agassizii (Bergh, 1894)
- Hypselodoris alaini Ortea, Espinosa & Buske, 2013: синоним вида Felimare alaini (Ortea, Espinosa & Buske, 2013)
- Hypselodoris andersoni  Bertsch & Gosliner 1989: синоним вида Hypselodoris peasei
- Hypselodoris bayeri (Ev. Marcus and Er. Marcus, 1967) : синоним вида Felimare bayeri Ev. Marcus & Er. Marcus, 1967
- Hypselodoris bilineata  (Pruvot-Fol, 1953): синоним вида Felimare bilineata (Pruvot-Fol, 1953)
- Hypselodoris californiensis (Bergh, 1879) : синоним вида Felimare californiensis (Bergh, 1879)
- Hypselodoris cantabrica  Bouchet & Ortea, 1980: синоним вида Felimare cantabrica (Bouchet & Ortea, 1980)
- Hypselodoris ciminoi Ortea, Valdes & Garcia-Gomez, 1996: синоним вида Felimare ciminoi (Ortea & Valdés, 1996)
- Hypselodoris coelestis (Deshayes in Fredol, 1865): синоним вида Hypselodoris orsinii (Vérany, 1846)
- Hypselodoris cuis Er. Marcus, 1965: синоним вида Hypselodoris maculosa[5]
- Hypselodoris daniellae Kay & Young, 1969: синоним вида Thorunna daniellae (Kay & Young, 1969)
- Hypselodoris decorata (Risbec, 1928): синоним вида Hypselodoris maculosa (Pease, 1871)
- Hypselodoris edenticulata (White, 1952): синоним вида Felimare picta (Schultz in Philippi, 1836)
- Hypselodoris elegans (Cantraine, 1835): синоним вида Hypselodoris picta (Schultz in Philippi, 1836)
- Hypselodoris epicuria Basedow & Hedley, 1905: синоним вида Chromodoris epicuria (Basedow & Hedley, 1905)
- Hypselodoris espinosai Ortea & Valdes in Ortea, Valdes & Garcia-Gomez, 1996: синоним вида Felimare espinosai (Ortea & Valdés, 1996)
- Hypselodoris festiva (Angas, 1864): синоним вида Mexichromis festiva (Angas, 1864)
- Hypselodoris fontandraui  (Pruvot-Fol, 1951): синоним вида Felimare fontandraui (Pruvot-Fol, 1951)
- Hypselodoris fortunensis Ortea, Espinosa & Buske, 2013: синоним вида Felimare fortunensis (Ortea, Espinosa & Buske, 2013)
- Hypselodoris fregona Ortea & Caballer, 2013: синоним вида Felimare fregona (Ortea & Caballer, 2013)
- Hypselodoris gasconi  Ortea in Ortea, Valdés & García-Gómez, 1996: синоним вида Felimare gasconi (Ortea, 1996)
- Hypselodoris ghiselini Bertsch, 1978: синоним вида Felimare ghiselini (Bertsch, 1978)
- Hypselodoris gofasi Ortea & Valdés, 1996: синоним вида Felimare gofasi (Ortea & Valdés, 1996)
- Hypselodoris juliae Dacosta, Padula & Schroedl, 2010[6]: синоним вида Felimare juliae (DaCosta, Padula & Schrödl, 2010)[7]
- Hypselodoris katerythros Yonow, 2001: синоним вида Hypselodoris emma Rudman, 1997
- Hypselodoris kayae Young, 1967: синоним вида Verconia simplex (Pease, 1871)
- Hypselodoris koumacensis Rudman, 1995: синоним вида Hypselodoris kaname Baba, 1994
- Hypselodoris kulonba Burn, 1966: синоним вида Digidentis kulonba (Burn, 1966)
- Hypselodoris lajensis Troncoso, Garcia & Urgorri, 1998: синоним вида Hypselodoris picta lajensis Troncoso, Garcia & Urgorri, 1998
- Hypselodoris lalique Ortea & Caballer, 2013: синоним вида Felimare lalique (Ortea & Caballer, 2013)
- Hypselodoris lapislazuli  (Bertsch & Ferreira, 1971): синоним вида Felimare lapislazuli (Bertsch & Ferreira, 1974)
- Hypselodoris lilyeveae Alejandrino & Valdes, 2006: синоним вида Felimare lilyeveae (Alejandrino & Valdés, 2006)
- Hypselodoris lineata (Souleyet, 1852): синоним вида Hypselodoris maridadilus Rudman, 1977
- Hypselodoris malacitana  Luque, 1986: синоним вида Felimare malacitana (Luque, 1986)
- Hypselodoris marci  Marcus, 1970: синоним вида Felimare marci (Ev. Marcus, 1971)
- Hypselodoris midatlantica Gosliner, 1990: синоним вида Felimare villafranca (Rissi, 1818)
- Hypselodoris mouaci (Risbec, 1930): синоним вида Hypselodoris whitei (Adams & Reeve, 1850)
- Hypselodoris muniainae Ortea & Valdés, 1996: синоним вида Felimare muniainae (Ortea & Valdés, 1996)
- Hypselodoris muniani Ortea & Valdes in Ortea, Valdes & Garcia-Gomez, 1996: синоним вида Felimare muniainae (Ortea & Valdés, 1996)
- Hypselodoris nyalya  (Marcus & Marcus, 1967): синоним вида Risbecia nyalya (Ev. Marcus & Er. Marcus, 1967)
- Hypselodoris olgae  Ortea & Bacallado, 2007: синоним вида Felimare olgae (Ortea & Bacallado, 2007)
- Hypselodoris orsinii (Verany, 1846): синоним вида Felimare orsinii (Vérany, 1846)
- Hypselodoris picta (Schultz, 1836): синоним вида Felimare picta (Schultz in Philippi, 1836)
- Hypselodoris pinna Ortea, 1988: синоним вида Felimare pinna (Ortea, 1988)
- Hypselodoris porterae (Cockerell, 1901): синоним вида Mexichromis porterae (Cockerell, 1901)
- Hypselodoris punicea Rudman, 1995: синоним вида Thorunna punicea Rudman, 1995
- Hypselodoris ruthae  Marcus & Hughes, 1974: синоним вида Felimare ruthae (Ev. Marcus & Hughes, 1974)
- Hypselodoris saintvincentius Burn, 1962: синоним вида Hypselodoris saintvincentia Burn, 1962
- Hypselodoris samueli Caballer & Ortea, 2012: синоним вида Felimare samueli (Caballer & Ortea, 2012)
- Hypselodoris sycilla (Bergh, 1890): синоним вида Felimare sycilla (Bergh, 1890)
- Hypselodoris tema Edmunds, 1981: синоним вида Felimare tema (Edmunds, 1981)
- Hypselodoris tricolor (Cantraine, 1835): синоним вида Felimare tricolor (Cantraine, 1835)
- Hypselodoris tryoni (Garrett, 1873): синоним вида Risbecia tryoni (Garrett, 1873)
- Hypselodoris valenciennesi (Cantraine, 1841): синоним вида Felimare picta (Schultz in Philippi, 1836)
- Hypselodoris vibrata (Pease, 1860): синоним вида Goniobranchus vibratus (Pease, 1860)
- Hypselodoris villafranca (Risso, 1818): синоним вида Felimare villafranca (Risso, 1818)
- Hypselodoris webbi (D’Orbigny, 1839): синоним вида Hypselodoris picta (Schultz in Philippi, 1836)
- Hypselodoris xicoi Ortea, Valdes & Garcia-Gomez, 1996: синоним вида Felimare xicoi (Ortea & Valdés, 1996)
- Hypselodoris zebra  (Heilprin, 1889): синоним вида Felimare zebra (Heilprin, 1889)